# 69 (체위)
69체위 또는 줄여서 69는 성행위의 한 종류이며, 남녀 또는 동성끼리 쌍방의 성기와 항문에 입술이나 혀로 자극을 주면서 성적 흥분과 쾌락을 서로 주고 받는 것이다. 따라서 참가자는 숫자 69의 6과 9와 같이 상호 반전되어 있으므로 그 이름이 붙여진다. 이 위치는 성별의 조합을 포함할 수 있다.

## 개요

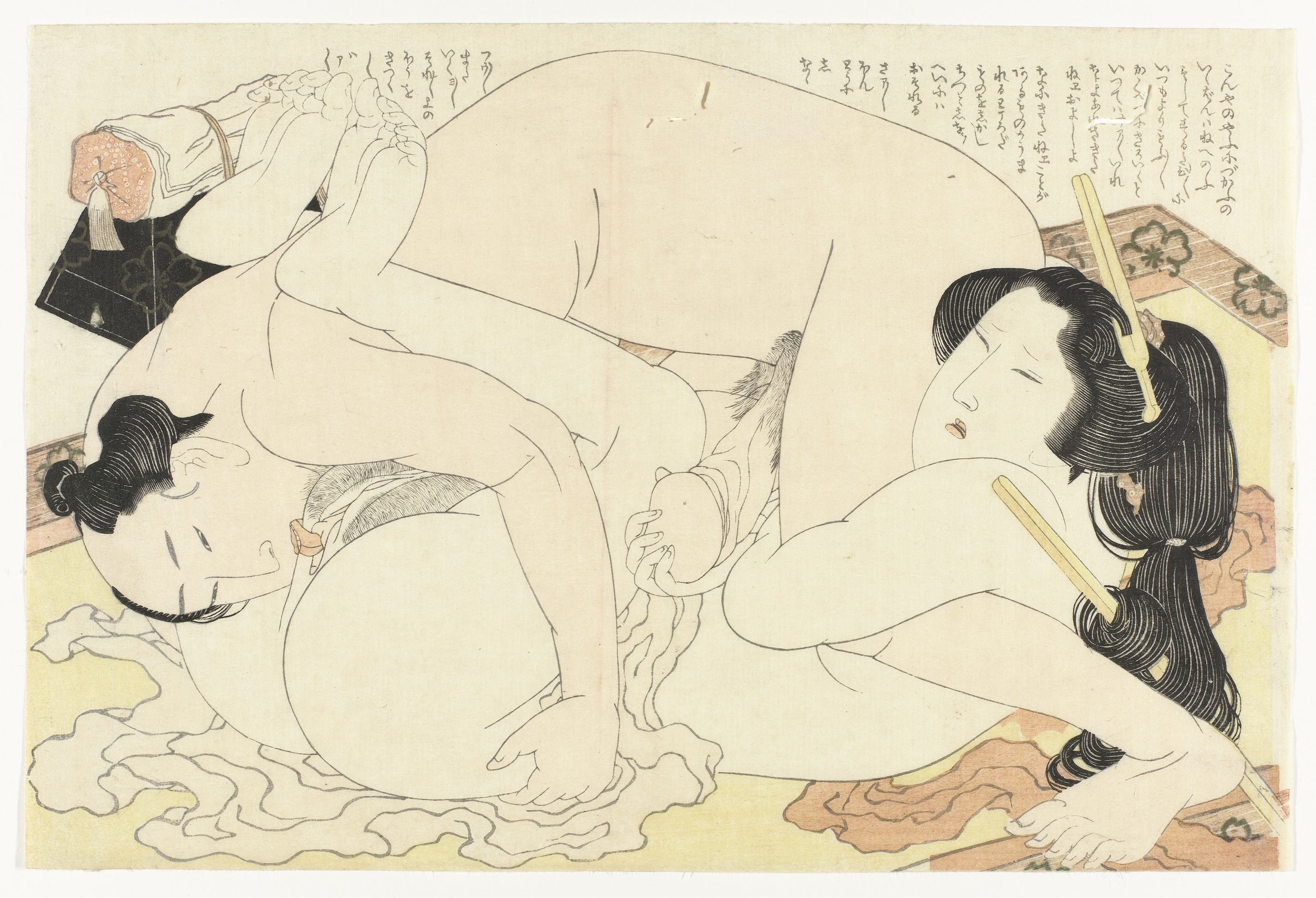
69체위를 표현한 가쓰시카 호쿠사이의 춘화

아라비아 숫자 69의 모양처럼 양쪽의 머리와 다리의 위치가 반대로 된 상태에서 서로가 동시에 구강성교를 행하는 자세이다. 하지만 이 성행위는 잘 알려져 있음에도 불구하고, 오르가슴에 결코 이르기 쉽지 않으며 거의 사용되지 않는다. 상호 애무는 파트너를 상대로 즐거움을 얻거나 받는 것에 집중하지 못하게 한다. 이러한 이유로 이 행위는 전희의 일부 행위이다.

## 방법
69체위는 남녀의 신장 차이와 체형의 차이 등을 고려하여 서로가 부담없이 할 수 있는 자세로 행하게 된다. 흔히 한 사람이 다른 사람의 위에 올라타거나, 땅에 나란히 옆으로 눕거나, 아니면 한 명은 물구나무를 서고 다른 한 명은 똑바로 서서 상대를 잡아주는 세 가지 방법을 쓴다. 마지막 방법은 두 사람의 성기가 각각 반대 방향으로 움직이게 되므로, 자연스럽게 통상적인 구강성교와는 다른 감각을 만들어내게 된다.
69체위는 성교 당사자들이 동시에 성적 흥분을 맛본다는 장점을 표방하나, 개인적인 쾌감을 중시하는 사람들의 경우 주의를 흩어 놓을 수도 있다. 또한 두 사람의 키가 비슷하지 않을 경우 우스꽝스러운 모습이 나오게 된다.

## 같이 보기
- 구강성교
- 커닐링구스
- 펠라티오
- 성교